# Karl för sin kilt

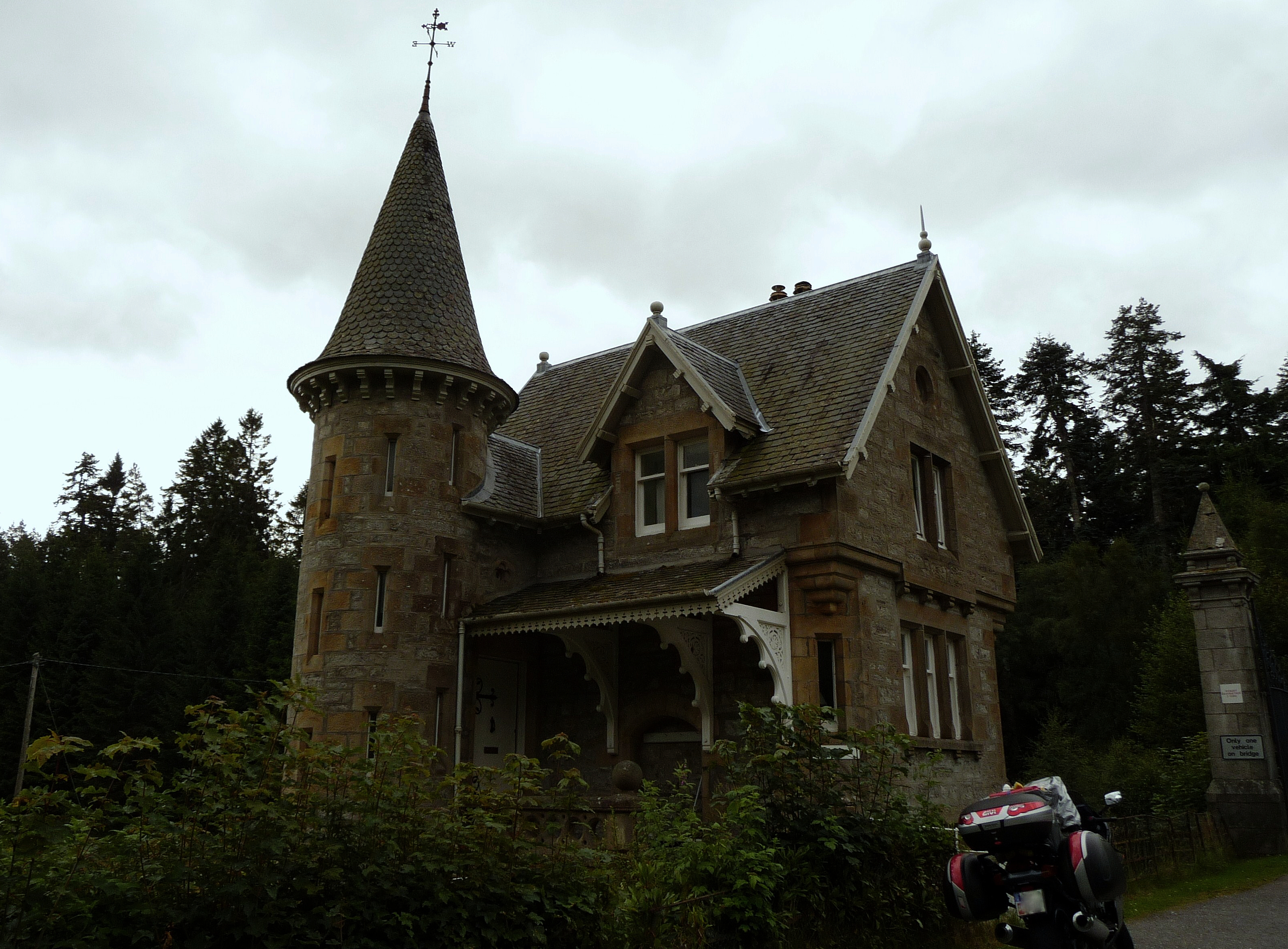
Portstugan till Ardverikie House, en byggnad som användes i serien. (ej att förväxlas med Glenbogle)

Karl för sin kilt (originaltitel: Monarch of the Glen) är en skotsk TV-serie, vars sju säsonger visades på BBC One mellan 2000 och 2005. Serien kretsar kring den adliga familjen MacDonald och utspelar sig på deras anrika familjegods Glenbogle i Skottland. 
Serien är löst baserad på sir Compton Mackenzies bokserie Highland Novels, som utspelar sig på samma plats men under 1930- och 1940-talen. The Monarch of the Glen, som lånats till seriens namn, är titeln på den första boken i den bokserien, vilket i sin tur är en referens till en berömd tavla med samma namn av Edwin Landseer. 
Serien hade premiär i februari 2000, och den sjunde och sista säsongen sändes ursprungligen i september och oktober 2005. Serien hade svensk TV-premiär 9 mars 2002. Den visades på SVT 1, SVT 2 och har repriserats på SVT 24. Serien producerades av Ecosse Films för BBC Scotland. 

## Handling
Serien hade premiär 27 februari 2000 och den första episoden inleddes med att Archie MacDonald (Alastair Mackenzie), en ung restaurangägare i London, motvilligt blev hemkallad till sitt gamla barndomshem i Skottland för att ta över rollen som godsherre (laird) efter att hans far, Hector MacDonald (Richard Briers), plötsligt beslutade sig för att dra sig tillbaka. Archies äldre bror Jamie – den enligt Archie och hela hans familj rättmätige arvingen – omkom i en drunkningsolycka några år tidigare. På plats i Skottland fann Archie att det föråldrade godset hade svåra ekonomiska problem samtidigt som avståndet till London gjorde att hans förhållande med flickvännen Justine (Anna Wilson-Jones) i London blev allt mer problematiskt. Vidare problem uppstod när han alltmer kom att intressera sig för både byns lärarinna Katrina (Lorraine Pilkington) och godsets frispråkiga hushållerska Lexie (Dawn Steele).
När skådespelaren Alastair Mackenzie beslöt sig för att lämna serien efter 5 säsonger uppfann författarna en utomäktenskaplig halvbror till Archie, Paul Bowman (Lloyd Owen), som, medan Archie åkte för hitta sig själv på Nya Zeeland, under de två sista säsongerna fick kämpa för att hålla godset Glenbogle på fötter.

## Litterär bakgrund
Compton Mackenzies roman med samma namn utspelar sig på samma plats, men under 1930 och 1940-talet. Den är mer farsliknande och innehåller betydligt mer bitsk satir över Skottlands godsägare, Skottlandsromantik och andra samtidsfenomen. TV-serien är mer sentimental - men ändå med många komiska inslag - och behandlar rollfigurerna med mer sympati. Mackenzie tog namnet Monarch of the Glen från en välkänd målning från 1851 av Edwin Landseer. Tavlan föreställer en magnifik kronhjort i ett berglandskap. Kronhjorten syns under vinjetten till tv-serien och Hector MacDonald talar redan i första avsnittet om Big Eric, som är den mest magnifika kronhjorten i dalen. Edwin Landseers tavla går även att skåda över trappan där karaktärerna vandrar upp och ner i många avsnitt.

## Inspelningsplatser
Hela tv-serien är inspelad på plats i distriktet Badenoch and Strathspey (numera känt som "Monarch Country") i Skottlands högland. Inget är inspelat i studio. Slottet Glenbogle heter egentligen Ardverikie House. Scenerna från samhället Glenbogle är inspelade i Kingussie och Laggan. Järnvägsstationen Glenbogle heter i verkligheten Broomhill Station. Berget Ben Bogle som syns i fjärran är Ben Nevis och sjön vid slottet heter Loch Laggan.

## Skådespelare (i urval)
- Alastair Mackenzie – Archie MacDonald
- Richard Briers – Hector MacDonald
- Susan Hampshire – Molly MacDonald
- Alexander Morton[3] – Golly Mackenzie
- Hamish Clark[4] – Duncan McKay
- Dawn Steele[5] – Lexie
- Lloyd Owen – Paul Bowman
- Julian Fellowes – Lord Kilwillie
- Jason O'Mara – Fergal MacClure
- Lorraine Pilkington[6] – Katrina Finley
- Rae Hendrie – Jessica Mackenzie
- Anna Wilson-Jones – Justine
- Martin Compston – Ewan
- Tom Baker – Donald MacDonald
- Kirsty Mitchell – Iona
- Kari Corbett – Zoe
- Amy Alexandra Gilbreath – Stella Moon (Serie 3)